# 木久蔵ラーメン

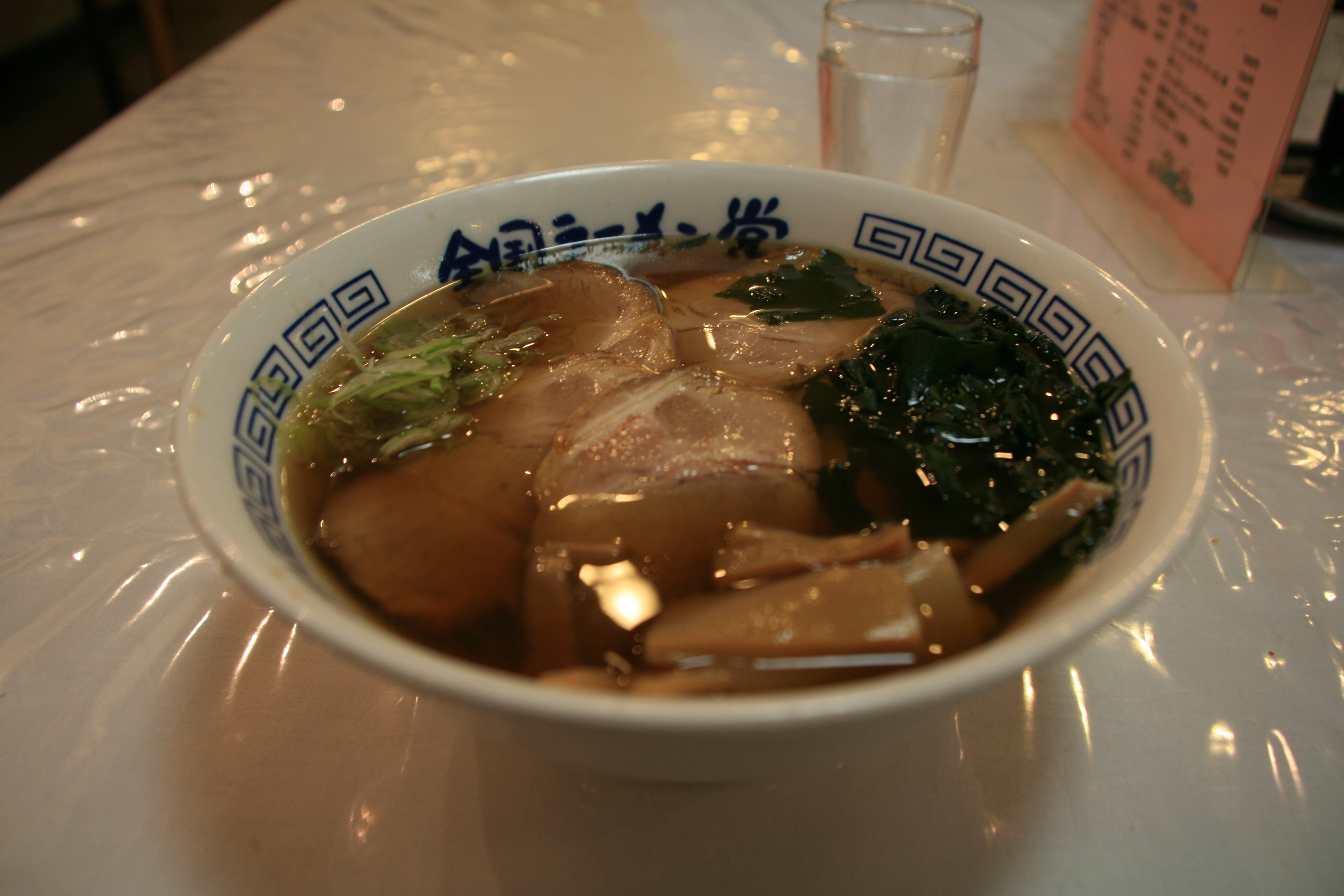
木久蔵ラーメン

木久蔵ラーメン（きくぞうラーメン）とは、落語家の林家木久扇（旧名：初代 林家木久蔵）が運営するトヨタアートによるラーメン事業である。自宅調理用ラーメンの販売及び他店舗へのラーメン商品の提供を行う。かつては、「全国ラーメン党」の屋号でラーメン店の経営も行っていた。
本項目で林家木久扇については、商品名を除き木久蔵と名乗っていた時代も含め、木久扇と記す。

## 概要
1982年（昭和57年）に木久扇と横山やすしが「全国ラーメン党」を結成したことを機に販売を開始した。全国ラーメン党の店舗は、最盛期には約27店舗あり、スペイン・バルセロナにまで支店「カサネ・ボスケ・キク」（店主:アントニー・ポコ）を出したが、東京都渋谷区の代々木駅西口の店舗を残して、2012年（平成24年）までにすべて閉店し、代々木駅西口の店舗も2015年（平成27年）5月29日に閉店した。2017年（平成29年）現在は、岩手県岩手郡雫石町にある「ホテル森の風」内にあるレストラン「めん処 森のそばや」にて食べることができる。この他、居酒屋チェーンの「養老乃瀧」一部店舗で限定メニューとして登場したことがある。2024年現在、九州にチェーンを構えるラーメン店「めんちゃんこ亭（株式会社鬼ヶ島本舗）」では「木久蔵ラーメン」「チャーシュー麵」（麺はこんにゃく麺に代替可）をメニューとして提供している。
現在は通信販売や関東地区の主要施設（東京駅、羽田空港等）での土産物といった自宅調理用商品がメインとなっており、東京土産ランキング1位になったこともある。木久扇一門の寄席や独演会などで弟子（子飼いの林家きく姫以降の面々）が販売することもある。
目指す所は「昔懐かしい中華そば」であり、麺は中力粉と強力粉を混ぜた縮れの細麺、スープは関東で好まれる醤油を基にしたあっさり味である。
木久蔵は2007年（平成19年）9月に初代林家木久扇を名乗り、息子のきくおが二代目林家木久蔵を襲名したが、木久蔵ラーメンの名称はそのまま継続された。本人曰く、襲名すると印刷代が約70万円かかり高く付くからとのことだが、実際にはその後何度かパッケージデザインを変更しているためネタと思われる。表には「林家木久蔵ラーメン」と記されており、木久扇または鞍馬天狗を元にした「ラーメン天狗」というキャラクターが描かれている。
2008年（平成20年）には、おやつカンパニーが発売するベビースターラーメンに、林家木久蔵ラーメン味が登場している。
2009年（平成21年）には、横浜開港150周年「開国博Y150」との協業で林家木久蔵横浜ラーメンが登場している。
2021年（令和3年）9月17日に、福岡県の食品会社が商標権が切れているのにもかかわらず対価を支払わされたとして木久扇の所属する事務所に約4200万円の損害賠償の支払いを求めて福岡地裁に提訴したことが明らかになった。2023年（令和5年）9月8日、福岡地裁が食品会社側の請求を棄却した。加藤聡裁判長は判決理由で、過去の芸名で著名な名跡であり、登録商標でなくても無断使用は「パブリシティ権侵害に当たり得る」と指摘した。
2024年（令和6年）3月、木久扇が笑点大喜利レギュラーを勇退するにあたり、養老乃瀧グループのサポートのもと記念としてありがとう！林家木久扇ラーメンを限定販売。パッケージには木久扇の顔写真を初めて掲載した。5月3日・4日には浅草演芸ホールの横にキッチンカ―を出店、その場で実食できるラーメンとお土産用パックを販売した。2024年12月、木久扇ラーメンの乾麺の一部から虫（シバンムシ）が発見されたため、一部商品を回収・返金した。
2025年（令和7年）6月、林家木久扇の米寿・芸能生活65周年、林家木久蔵（2代目）の噺家生活30周年を記念してシン林家木久蔵ラーメン～東京下町醤油味～を販売した。

## 種類
福岡県の株式会社まあるいテーブルが木久扇とライセンス契約し製造・販売をしていたが、前述の通り商標期限切れを巡って両者が訴訟となり、2021年（令和3年）6月にライセンス契約が解除された。このため2023年までは販売が休止されていた。
- 林家木久蔵ラーメン
- 乾麺木久蔵ラーメン
- 林家木久蔵 東京つけめん
- 木久扇ナポリタン
- 木久扇ワンタンメン

初代木久蔵時代に発売されたものは「木久蔵〜」のまま、木久扇襲名（改名）後に発売されたものは、「木久扇〜」となっている。

## 逸話
『笑点』の「大喜利」では、林家木久扇のネタとして「まずい」「木久扇の弟子は木久蔵ラーメンの販売員」「食べたら腹を壊した」「人食いワニの口に放り込んだらワニが即死」「残り汁を除草剤として使うと雑草がバタバタバタ…」「産業廃棄物」などと茶化されることがある。また、自身も「返品が多い」「みんなが悪く言うおかげで売れなくなった」「久々に客が来たと思ったら保健所の調査員だった」と自虐することもある。2017年以降は、同じ笑点メンバーの林家たい平が本製品に対抗して「秩父たい平カレー」を発売したことから、両者の罵倒合戦が繰り広げられるようになった。木久扇が笑点勇退後も林家たい平が答えでうどんとそばの食べ方の仕草の違いと共に「これが木久蔵ラーメンを食べる時」と麺をすする仕草の後吐き戻す仕草する等たまに茶化す事がある。
「まずい」や「返品」はあくまで『笑点』の「大喜利」でのネタである。1999年元日放送の特別版「笑点初春大入興行」内の企画「笑点正月スペシャルバスツアー」で、上述の代々木駅西口の店舗を笑点メンバーが訪れた際には、食通としても知られる林家こん平が「本当に美味いもの（を食する時）っていうのは喋ってる暇がないよ」と絶賛した。立川談志は高座で「あいつはね、落語うまくないけどラーメンはうまいよ」と評している。加山雄三は「行列のできる法律相談所」出演の際に試食し、「俺は（ラーメンの味には）うるさい」と前置きした上で「うまい」と絶賛している。
木久扇自身は若い頃は特に美食家というわけではなく、二ツ目昇進の挨拶に金原亭桂太と共に訪れた漫画家の境田昭造宅で、なぜか「鍋に即席ラーメン、そこに鮭とアスパラガスの缶詰、サラミのぶつ切り」を入れて煮込んだものを作っている（いやがらせ等ではない）。出された境田にはとても食べられたものではなく、渡すはずの祝儀を忘れてしまったと書いている。
「木久蔵ラーメンがまずい」というネタが始まったのは林家木久扇が中華料理人とラーメン作りで対決の際、ゆでる麺をこぼすなどうまく行かず、散々な目にあったことが始まりであり、その後も上述の「スペシャルバスツアー」で、麺の上にアイスクリームを載せて黒蜜で食するという新メニュー等を紹介して五代目三遊亭圓楽や桂歌丸らから酷評されたからであり、従って本当にまずいのは「林家木久扇本人が作ったラーメン」のこととされる。2015年に放映されたTV番組『しくじり先生 俺みたいになるな!!』にて、笑点で木久蔵ラーメンはまずいと言う話が出るのは「家にある分が切れたから送ってくれ」という合図だという話が語られた。

2000年7月9日に木久扇が座布団10枚の賞品で「自分の好きな番組を製作できる権利」を獲得。木久扇が「海外で木久蔵ラーメンを出店させたい」と言ったがロケ直前に木久扇に胃がんが発覚して手術を行ったため2001年にタイで木久蔵ラーメンを出店。この様子は『日曜スペシャル』で「木久蔵ラーメンinタイ」として放送された。
2005年11月20日放送の『笑点』では、木久扇が「大喜利」の代理司会を務めた際の1問目で、メンバー全員に実物が配られ、「皆さん（メンバー）が悪く言うおかげで木久蔵ラーメンが売れなくなってきたので木久蔵ラーメンがもっと売れる様に素晴らしいアイデアを皆さんで考えていただきたい」というお題が出された。しかし、全員から「無理」「三杯食べたら二杯タダにする」「袋に週一回食べないと不幸になると書いとく」「パッケージに生と書かず『タダ』と書く」「亭主を毒殺したいと思っている女性にだけ売る」「死刑を廃止してこのラーメンを食わせる」「小泉総理に頼んで木久蔵ラーメンを食べない人は除名処分にしてもらう」「（自民党の）武部幹事長に食べさせて安全性をPRする」などと散々な回答を返されたうえに、しまいには三遊亭楽太郎（後の六代目円楽）が客席にラーメンを放り投げ、怒った木久扇から座布団を全部没収される羽目になった。
2007年以降に全国の食品会社で賞味期限偽装問題が発覚した際、メンバーや木久扇自身から「黄色い恋人」「ラーメンの付合せのスイーツは赤福」「賞味期限ラベルの貼りかえ」「売れ残りを焼きそばにして再出荷」「サービスの半ライスも事故米」など、食品偽装が問題となった品と関連付けられたネタが多数登場した。また、『ミシュランガイド』の東京版が発行された際には、「ミシュランの取材は来ないが、保健所の人が（食中毒の）調査に来た」と木久扇自身がネタにしていたこともある。言うまでもなくこれらはいずれもネタの範囲の話である。
木久扇の元・弟弟子である三遊亭好楽（前名林家九蔵）からは、（木久扇の）弟子たちが「木久扇から得るものはないが、売るもの（木久蔵ラーメン）はいっぱいある」と散々言っていたとネタにされたこともある。
木久扇が座布団10枚獲得の賞品でトルコ共和国・カッパドキアに行き、そこで皿の絵付けを行った際、木久蔵ラーメンを食べる河童を描いており、木久扇自身が河童の頭の部分の鬘をかぶり、それを鏡で見てモデルとして描いていた（2010年6月13日放送）。この絵付け皿は、視聴者への贈り物となっている。
笑点メンバーではこの他、6代目三遊亭円楽も『円楽腹黒ラーメン』という商品を発売している。2017年に『DIME』で両者の比較調査が行われ、味の濃厚さ並びに麺の歯ごたえにおいて、いずれも「円楽腹黒ラーメン」を下回る評価となった。
2019年3月の報道によると、木久扇一門には入門試験なるものがあり、それは木久蔵ラーメンを1日でどれだけ販売するかというものである。林家木りんは1日に1人で売る平均個数が60個程度のところ初日に1日で新人の記録（2019年3月時点）となる247個を売り、木久扇はこれに感心して入門を許可したという。